# Hoca Sadeddin Efendi
Hoca Sadeddin Efendi (1536 o 1537 – 2 ottobre 1599) è stato uno studioso, funzionario e storico ottomano, insegnante del sultano ottomano Murad III (quando Murad era principe).
Il suo nome viene trascritto in diversi modi: Sa'd ad-Din, Sa'd al-Din, Sa'adeddin, Sadeddin, ecc. Era chiamato anche "Hoca Efendi", "Koca Hoca Efendi" e con il titolo di "Câmi'-ür Riyâseteyn".
Quando Murad divenne sultano, Sadeddin divenne suo consigliere. In seguito cadde in disgrazia, ma fu nominato Sheikh ul-Islam, un'autorità superiore in materia di Islam.
Sadeddin è l'autore del Tâc üt-Tevârîh ("Sorie della Corona"), una storia dell'Impero ottomano in prosa e in versi.
Ebbe almeno cinque figli: Mehmed Efendi (morto nel 1615), Esad Efendi (morto nel 1625), Mesud Efendi (morto nel 1597), Abdülaziz Efendi (morto nel 1618) e Salih Efendi.

## Edizioni
- (TR) Ḫōca Meḥmed Saʻdeddīn, Tacü't-tevarih, Ankara, Kültür Bakanlığı, cop., 1992, ISBN 975-17-1093-6, OCLC 689952689.
  - Vol. 1: Osman Gazi, Orhan Gazi, Hüdevendigar Gazi ve Yıldırım Han Devirleri.
  - Vol. 2: Yıldırım Han'dan Fatih Sultan Mehmed'e.
  - Vol. 3: Fatih Sultan Mehmed ve İkinci Beyazid Dönemi.
  - Vol. 4: Şehzadelerin Girişimleri - Selimname ve Yavuz Sultan Selim Dönemi.
  - Vol. 5: Hatime. Orijinal karton kapaklarında.
- (LA) Saad ed-dini scriptoris turcici, Annales turcici usque ad Muradem I cum textu turcico impressi, traduzione di Adam František Kollár, Vienna, 1755.
- (BG) M. Kalit︠s︡in, Korona na istoriite na Khodzha Sadeddin : prevod ot osmanoturski ezik, studii︠a︡ i komentari, Abagar, 2000, ISBN 954-427-427-8, OCLC 52154660.